# 田上よしえ
田上 よしえ（たのうえ よしえ、1972年12月24日 - ）は、日本の女優。本名、田上 芳恵（読み同じ）。東京都品川区出身。所属事務所はプロダクション人力舎。2022年1月までお笑い芸人として活動していた。

## 来歴
歌や芝居やバラエティなどの芸能に興味があった事から、18歳の時にテアトルアカデミーのタレント養成所へ入り複数のドラマのオーディションなどを受ける傍ら服飾の学校へ通う為の入学資金を稼いでいた。その際とある事務所の関係者から「バラエティに興味があるならお笑いの勉強をした方が良い」と当時プロダクション人力舎が運営する養成所の校長をしていた前田昌彦を紹介され、その伝で「お試し」という形でスクールJCAのレッスンを受け始める。
まだ学費を払っていない状態であったにもかかわらずオーディションや仕事の機会を設けてもらう様になっていた事から段々と入学を断りづらくなってしまい、服飾関係の為に貯めていた資金を使って1996年にスクールJCAへ5期生として中途入学、同じく途中から入った同期にはクールズがおり、共に6期生として卒業している。ドランクドラゴンは5期生、キングオブコメディは6期生としての同期にあたる。卒業後はプロダクション人力舎に所属し、デビュー当初は「田上芳詠」という芸名で活動していた。
1999年度より爆笑オンエアバトルに出演し、初挑戦で初オンエア。以降番組の常連となり、2000年・2001年度のチャンピオン大会にて2年連続でファイナルへ進出。
2005年1月、人力舎の芸人11組によるユニット『ビジトジ』でCDデビュー。
R-1ぐらんぷりでは2010年にサバイバルステージ（敗者復活戦）へ進出し、2013年には決勝へと進出。
2023年3月24日、2022年1月から芸人を引退し女優業に本腰を入れて活動を始めていた事を公表、飛石連休の藤井ペイジが運営するYouTubeチャンネル「芸人履歴書ちゃんねる」にて詳細が明かされた。
同年6月に掲載された文春オンラインのインタビュー記事にて「元々お笑いよりもお芝居の方に興味があって、そっちをまた一から勉強したい」「短命の家系で、10年前ぐらいに親が亡くなり死というものを間近に体感してからぼーっと生きてるのは勿体無い、もっとやりたい事をどんどんやって行かなきゃと思った」といった心境を語っている。

## 芸風
- 一人コントではバーテンダー・教師・主婦・喪主・女子高生・司会進行役など色々なキャラを披露している。
- 自己紹介は「よしえの“よ”は良い子のよ、よしえの“し”は幸せのし、よしえの“え”は閻魔大王のえ」、「田上の“田”は田代まさしの田、よしえの“し”は田代まさしのし」。
- 仲間由紀恵や宮沢りえなど物真似もたまに披露しており、仲間由紀恵の目の前で物真似を披露したことがあるが、苦笑いされた。また、2005年11月5日放送回の爆笑オンエアバトルで天海祐希に扮し女王の教室のパロディコントを披露した事がある。
- 自身の毒舌ネタが原因で、ネタにした俳優から事務所にクレームを入れられたことがある。そのことを本人は「人として小さい！」と怒っていた。

## 人物・エピソード
- 声が山田邦子に似ている。
- 名前を「たがみ」と読み間違えられることが多く、本人はその原因を「苗字についている“の”のせいだ。」と言っている。田上という苗字は、母親の出身地の熊本県玉名近辺に多く見られ、田上家の祖先には加藤清正に家老として仕えていた人物がいる。
- 『爆笑オンエアバトル』では、女性芸人として唯一のゴールドバトラー認定・チャンピオン大会ファイナル進出を達成している（第3回、第4回）。女性芸人のゴールドバトラーは、他にもカンカラのメンバーである鈴樹志保がいたが、2007年4月に脱退した為、現在では田上よしえのみが女性として唯一のゴールドバトラーとなる[5]。女性芸人のチャンピオン大会進出者は他に北陽、海原やすよ・ともこ等もいるが、いずれもセミファイナルや準決勝で敗退している。
- 『爆笑オンエアバトル』で、ピン芸人初のチャンピオン大会ファイナル進出者も田上よしえである（第3回）。同大会には同じくピン芸人である陣内智則、ユリオカ超特Qも参戦していたが、どちらもセミファイナルで敗退した。
- 『爆笑オンエアバトル』の番組内で、「オンエア」に対し「オフエア」という言葉を初めて使ったとされており、2000年12月9日に放送された大阪大会にて披露された「赤ん坊をあやす母親」のコントの中でそのフレーズが使用されている。
- R-1ぐらんぷりでは8回準決勝まで進出した経験があり、2010年大会のサバイバルステージでは10人中3位の好成績を残し、2013年大会にて初の決勝進出を果たした。
- かつてはアイドルを目指していた。芸人になってから『太陽とシスコムーン』のオーディションを受けた事もあり、その一次合格者でもある。芸人になる前にエキストラをしていたこともあり「北の国から'92巣立ち」に顔の判別はできない状態ながらも妊婦役として出演している[6]。
- ロックバンド『毛皮のマリーズ』のメンバーとして活動していた富士山富士夫は元芸人で、田上とは養成所時代の同期であった。同じく同期である鈴木拓（ドランクドラゴン）は田上にその事を伝える際、終始バンド名を「メリーの皮剥ぎ」と間違えていたという[7]。
- 芸人になる前に服飾の学校へ通おうと考えていたことから現在も手芸を趣味としており、「TANOWAVE」という名義でハンドメイド作品を販売している[8]。

## 賞レース戦績

### R-1ぐらんぷり
- 2004年 準決勝進出
- 2005年 準決勝進出
- 2009年 準決勝進出
- 2010年 準決勝進出（サバイバルステージ3位）
- 2011年 準決勝進出
- 2013年 決勝進出
- 2014年 準決勝進出
- 2015年 準決勝進出
- 2016年 準決勝進出

## 出演

### テレビ
- 爆笑オンエアバトル（NHK総合）戦績17勝6敗 最高513KB　ゴールドバトラー認定
  - 最長での連勝は9連勝。人力舎所属芸人は連勝が8でストップした芸人が多く[9]、なかなか達成出来なかったが、彼女が初の9連勝達成者となった。しかし、2002年10月5日放送回で連勝が9でストップしてしまった。9連勝でストップは当時の最高記録である[10]。
  - 同番組に出場した女性ピン芸人の中で唯一オーバー500を達成している。なお、出場した女性芸人全組を含めても、オーバー500を達成した事があるのは海原やすよ・ともこ（517KB）、鈴樹志保（カンカラ[11]、513KB）、そして田上の3組のみとなっている。
  - 第3回チャンピオン大会 決勝7位
  - 第4回チャンピオン大会 ファイナル7位
- 笑点（日本テレビ、2000年9月3日）
- 完売劇場（テレビ朝日）
- BACK-UP!（フジテレビ）
- エンタの神様（日本テレビ） キャッチコピーは「笑いの町の看板娘」
- 笑いの金メダル（朝日放送）
- ぐっども〜にんぐ!ゲッツ!（テレビ東京）
- 朝は楽しく!スマイルサプリメント（テレビ東京）
- ことばおじさんのナットク日本語塾（NHK Eテレ、2006年4月 - 2010年3月）ショートコントのコーナーに出演している。
- 激あま〜い（TBSテレビ）
- キング・サブ（テレビ静岡）
- おぎやはぎnoだっぴんぐ（テレビ静岡）
- オアシズ大久保のめちゃジミッ!（GyaOジョッキー）
- わらばん（IBC岩手放送）
- 白黒アンジャッシュ（千葉テレビ）
- めざましテレビ公認 わがまま!気まま!旅気分（BSフジ、2010年1月30日）
- R-1ぐらんぷり（関西テレビ・フジテレビ）2010年敗者復活戦、2013年決勝戦
- うまプロ!U-1グランプリ（フジテレビ）
- 大久保×鳥居×ブリトニー3P（TOKYO MX、2010年7月24日）
- 新世紀ネタキング決定戦（TOKYO MX、2011年2月17日）
- フジテレビからの〜!（フジテレビ、2011年5月27日）
- 日10☆演芸パレード（毎日放送・TBSテレビ、2013年3月17日）
- 『ぷっ』すま（テレビ朝日、2013年3月29日）
- 爆笑レッドカーペット（フジテレビ、 2013年4月27日） キャッチコピーは「私は四十路のバーテンダー」
- バカソウル（テレビ東京、2013年7月13日）
- 新春レッドカーペット (フジテレビ、2014年1月1日)　キャッチコピーは「アラフォー女の毒吐」
- 笑×演（テレビ朝日、2017年11月16日）
- お笑い実力刃（テレビ朝日、2022年2月16日）「ピリ辛女性ピン芸人SP」にVTR出演

### テレビドラマ
- 裸の大将〜放浪の虫が動き出したので〜（フジテレビ、2007年9月1日）
- 11人もいる!（テレビ朝日、2011年11月11日）
- バリューの真実（NHK Eテレ、2022年11月29日・12月27日・2023年3月28日）

### ライブ
- バカ爆走!（事務所ライブ、新宿Fu-）
- FRONTIER BACKYARD presents TGMX45年記念「田上×田上」（2017年6月25日、dues新宿）※TGMXとの合同ライブ

### ラジオ
- ふたりのウケスタ↑（エフエム群馬）2006年9月30日終了

### ネット配信
- 鬼三村 〜ダメ後輩達よ、面白くあれ!!〜（Hulu）

### 映画
- 20世紀少年 最終章『ぼくらの旗』（2009年8月29日公開）「コンサートの客」役

### 映像作品
- 「笑ビ!田上よしえ ~アローン~」（TDKコア、2004年6月23日）DVDのみ